# Universidad de Nigeria
La Universidad de Nigeria (UNN) es una universidad pública ubicada en Nsukka, en el estado de Enugu, Nigeria. Se estableció su creación en 1955 con el impulso de Nnamdi Azikiwe e inició sus actividades en 1960, año de la independencia de Nigeria. Fue así la primera universidad indígena del país, con un modelo inspirado en el sistema universitario estadounidense.
La universidad cuenta con quince facultades y 102 departamentos académicos distribuidos en tres campus en Enugu. Ofrece un total de 82 programas de grado y 211 programas de posgrado.
Durante la existencia de la República de Biafra entre 1967 y 1970 la universidad fue conocida como la Universidad de Biafra.

## Facultades
- Facultad de Agricultura
- Facultad de Artes
- Facultad de Ciencias Biológicas
- Facultad de Administración de Empresas
- Facultad de Educación
- Facultad de Ingeniería
- Facultad de Odontología
- Facultad de Estudios Ambientales
- Facultad de Ciencia y Tecnología de la Salud
- Facultad de Derecho
- Facultad de Estudios Farmacológicos
- Facultad de Ciencias Físicas
- Facultad de Ciencias Sociales
- Facultad de Ciencias Médicas
- Facultad de Ciencias Veterinarias[3]